# Богданович Іполит Федорович
Богданович Іполит Федорович (23 грудня 1743, Переволочна Полтавського полку Гетьманщини — 6 січня 1803, Курськ) — український російськомовний поет, видавець, журналіст, бібліофіл, редактор. Перекладач Вольтера, Д. Дідро, Ж.-Ж. Руссо. Член масонської ложі. Випускник Києво-Могилянської академії.

## Біографія
Походив з української шляхетської сім'ї. Отримав домашню освіту. Навчався в Києво-Могилянській академії.
Від 21 березня 1754 — юнкер Юстиц-колеґії (Москва). Водночас розпочав навчання в математичній школі при Сенатській конторі.
1757 звернувся до М. М. Хераскова з проханням прийняти його актором театру при Московському університеті. Пояснивши «непристойність акторського звання для благородної людини» і дворянина, Херасков зарахував Богдановича в гімназію при Московському університеті. 11 серпня 1761 року указом Сенату переведено до університету, де навчався водночас з С. Г. Домашнєвим, Д. І. Фонвізіним, П. І. Фонвізіним та М. М. Бантиш-Каменським.
Сенатським указом 29 жовтня 1761 року Богданович з чином прапорщика Навагінського полку прийнято на посаду університетського наглядача.
1762 року опубліковано дві оди Богдановича, присвячені Петру III. Одна з них виявилась досить несвоєчасною у зв'язку з переворотом 28 червня 1762. Щоб виправити становище, Херасков призначив Іполита Богдановича в Комісію у справах спорудження у Москві урочистих воріт, що зводилися на честь коронації Катерини II. Для них він створював написи. До часу перебування в Комісії відноситься «Ода Екатерине на пришествие в Москву» (вересень 1762). Невдовзі Богданович — у штаті Держвної колегії закордонних справ, 1713 — перекладач у громдянина М. І. Паніна. З 1780 — в Санкт-Петербурзькому державному архіві (з 1788 — його директор).
1796 року вийшов у відставку, проживав ще близько року в Санкт-Петербурзі. Переїхав спочатку до Сум, а потім до Курська, де помер і був похований.

## Творча діяльність
Почав віршувати ще в дитинстві, а в 14 років надрукував свої літературні спроби завдяки підтримці М. М. Хераскова. З 1763, познайомившись із громадянкою К. Р. Дашковою, співпрацював у її часописах. 1763 видавав журнал «Невинное упражнение».
1775 написав віршовану повість «Душенька» (вільний виклад роману Ж. Лафонтена «Любов Психеї й Купідона»), вперше опубліковану в Санкт-Петербурзі (1783). За 1783—1841 витримала 15 видань. Востаннє її видрукував 1887 О. Суворій. Для театру «Ермітаж» Богданович написав п'єси «Радость Душеньки» (1786) і «Славяне». (1788), а також вірш, повість «Добромысл» (опублікована 1805).
Захоплювався журналістикою: з 1775 видавав «Санкт-Петербургский вестник», а впродовж 1775—1782 редагував «Санкт-Петербургские ведомости». Надрукував поему «Сугубое блаженство» (1765), «Русские пословицы» (у 3-х частинах, 1785), переклади з Вольтера, Д. Дідро, Ж.-Ж. Руссо та деякі історичні праці.
По смерті Богдановича вийшло зібрання його творів у 6 томах. Найпопулярніший його твір — повість «Душенька», яка вражала сучасників новизною форми і змісту. Автора було віднесено до рангу геніїв. Замість епітафії йому викарбували на пам'ятнику рядки: «Вы мрамором его могилы не тягчите Но только „Душеньку“ на гробе положите!» Цей твір Богдановича читають і сьогодні завдяки легкості мелодійного вірша.
Іполит Богданович був палким книголюбом. Зібрав цінну бібліотеку. Після смерті вона понад 20 років залишалась власністю його спадкоємців. 1826 її виставили на продаж в місті Полтава. Придбав її український історик, письменник і поет, музикант-аматор, етнограф-фольклорист Микола Андрійович Маркевич (1804—1860), нащадок генерального підскарбія гетьманської адміністрації на Лівобережній Україні Я. Марковича. По смерті М. Маркевича спадкоємці продали бібліотеку, і протягом півстоліття у книгозбірні неодноразово змінювалися власники. В лютому 1919 бібліотека надійшла до ВБУ при УАН (тепер НБУВ), де зберігається й донині.